# 吉川美香

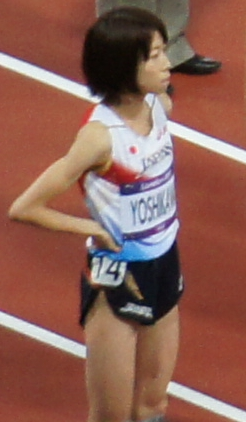
2012年ロンドンオリンピックでの吉川

吉川 美香（よしかわ みか、1984年9月16日 - ）は、神奈川県相模原市出身の女子陸上競技選手（主に中距離走・長距離走）。神奈川県立荏田高等学校を卒業し、パナソニック女子陸上競技部に所属していた。

## 経歴
2005年度までは全国的に無名に近い存在だったが、2006年度初めの世界クロカンで代表入りしてから徐々に頭角を現す。
2006年7月の第90回日本選手権で1500mに出場し、当時優勝候補と目されていた小林祐梨子とラスト90mの直線でデッドヒートを繰り広げて写真判定までもつれ込み、同タイムの僅差で初の日本一となった。また、自己ベストを大きく更新し、第15回アジア大会出場が決定した。以後2010年の第94回日本選手権大会まで1500m走で5連覇を果たした（日本陸上競技選手権大会の記録一覧 (女子)#1500m参照）。
2007年5月のグランプリ大阪で1500mに出場。前年の日本選手権とほとんど似たような展開となり、日本人トップの座を奪取。自己ベストも更新し、世界陸上大阪大会参加標準記録Bをクリアした。
同年6月の第91回日本選手権で1500mに出場。世界大会の選考であったためなのか、例年よりも遅いペースでレースが進行。小林や短距離で全国レベルの実績のあった桑城奈苗との3人の争いとなったが、最後の直線で切れ味のあるスパートを発揮して、2連覇を果たした。これにより、世界陸上大阪大会の代表に決定した。
2008年2月の横浜国際女子駅伝では日本代表選抜のアンカー（6区5.195 km）として出場。1位のエチオピアを抜くことが出来ず、1分54秒差で2位に終わった。
2010年、日本選手権女子1500mで2006年の初優勝より5連覇達成。
2012年6月の第96回日本選手権で10000mに出場。レース終盤まで先頭を突っ走る福士加代子のすぐ後ろにつけていたが、残り約1000mを切った所で吉川が福士の前に出てラストスパート。結果31分28秒70のゴールタイムでA標準記録を突破して優勝、自身初の五輪代表となるロンドンオリンピック女子長距離走代表に即内定となった。2012年8月のロンドン五輪女子10000m決勝は、序盤から日本3選手（新谷仁美・福士）らと共に積極的に先頭に立っていたが、中盤を過ぎた後先頭集団から脱落。9000m付近では先頭に周回遅れにされてしまい、結局31分47秒67の16位に留まった（他新谷が9位、福士は10位）。その2日後、女子5000m予選2組に出場するも15分16秒77の予選13位に終わり、決勝進出はならなかった。
2013年2月20日、パナソニック モバイルコミュニケーションズを退社、結婚、および現役引退を発表した。現在、SWACにて不定期にランニング指導を行っている。

## 記録等
- 1500m - 4分10秒00（日本歴代5位）
- 5000m - 15分15秒33
- 10000m - 31分28秒71
- ハーフマラソン - 1時間11分13秒